# Warner (Alberta)
Warner è un comune canadese dello Stato dell'Alberta. Situato nella contea di Warner, nella parte meridionale dello Stato, si trova a circa 65 km a sud della città di Lethbridge e 38 km a nord del confine con il Montana.
Warner è sede della Warner Hockey School, una delle più importanti scuole di hockey femminile, e del Devil's Coulee Dinosaur Heritage Museum.

## Società

### Evoluzione demografica
In base al censimento governativo del 2011, Warner ha una popolazione di 331 abitanti, in aumento del 7,8% rispetto al 2006.